# Памятники Кокшетау
Па́мятники Кокшета́у (каз. Көкшетау қаласының ескерткіштері) — именные памятники, большие и малые скульптурные формы, монументы и мемориалы, расположенные на территории города Кокшетау, административном центре Акмолинской области в Казахстане, преимущественно в открытом общественном пространстве (на улицах или площадях, в парках или скверах), установленных с целью увековечения памяти людей, исторических событий и проч. 
Большое количество памятников, мемориалов, стел и обелисков, было воздвигнуто во времена КазССР, СССР а также после обретения независимости. Они посвящены как историческим событиям и персонам, так и собирательным образам. Также в Кокшетау установлено множество мемориальных досок, посвящённых пребыванию известных людей.
Первым памятником города был памятник воинам, погибшим в годы Гражданской войны. Над памятниками города Кокшетау работали скульпторы: В.М. Костин, А.В. Грубе, А.П. Билык, Ю.Д. Баймукашев, Ш.Е. Валиханов и многие другие.
Ниже представлен список памятников и мемориалов города Кокшетау, не включая памятники архитектуры, археологии, памятники природы, и несущие помимо исторической другие функции, например, жилые дома, храмы, мосты, памятники на местах захоронений.

## Советский период
| Название                                                                             | Год установки | Местоположение                                                                                        | Авторы (скульпторы; архитекторы)                                                           | Фото | Описание |
| ------------------------------------------------------------------------------------ | ------------- | --- | ------------------------------------------------------------------------------------------ | ---- | --- |
| Памятник воинам, погибшим в годы Гражданской войны                                   | 1957          | Находится в городском парке.                                                                          |                                                                                            |      | В 2003 г. при второй реконструкции сооружена монументальная стела. Выполнена из бетона, облицована гранитной серой плиткой. |
| Памятник борцам за установление Советской власти в Кокчетавском уезде в 1918 году, · | 1957, 1967    | Находится в юго-восточной части города у Галочьих сопок на вершине холма.                             | Скульптор В.М. Костин, архитектор В.К. Романько.                                           |      | Доминирует в окружающем пространстве. В 1967 г. памятник был реконструирован, на месте обелиска возведена мемориальная скульптурная композиция. У подножия холма разбит сквер, где ранее действовала Кокшетауская детская железная дорога. В левом углу площадки на вершине холма на высоком массивном постаменте установлена скульптурная группа. |
| Памятник «Юный Валериан Куйбышев»                                                    | 1959          | Установлен в углу сада напротив мемориального дерева и скамейки в музее истории города.               | Скульптор А.В. Грубе.                                                                      |      | Скульптор изобразил юного В.В. Куйбышева в форме воспитанника Омского кадетского корпуса (ОмКВК). Памятник представляет собой фигуру мальчика, сидящего на скамейке с раскрытой книгой на коленях. |
| Памятник воинам, павшим в годы Великой Отечественной войны                           | 1960          | Находится на казачьем кладбище, в северо-западной части города.                                       |                                                                                            |      | На постаменте установлена фигура солдата в рост. Это обобщенный образ защитника Родины, в плащ-палатке, с автоматом в руках. Голова его опущена, и вся фигура выражает скорбь. Постамент с многоступенчатым основанием выполнен из бетона. |
| Памятник В.И. Ленину                                                                 | 1963          | Находится в городском парке на место рядом с памятником кокчетавцам, павшим в годы Гражданской войны. | Скульптор Б. Барков, архитектор О. Пруцин.                                                 |      | Первоначально был установлен на площади им. В.И. Ленина (ныне площадь Абылай-хана). Памятник представляет собой фигуру в рост. Образ основателя первого советского государства строг и лаконичен. |
| Памятник учёному-просветителю, путешественнику Ч.Ч. Валиханову, ·                    | 1971          | Находится на ул. Ауэзова, уг. ул. Школьной.                                                           | Скульптор Т. Досмагамбетов, архитектор К. Абдалиев.                                        |      | Композиция памятника решена в классических традициях - фигура в рост, установленная на высоком постаменте, изображена в движении, в руке — свиток. Фигура из бронзы, высота 4,6 м. |
| Памятник В.В. Куйбышеву                                                              | 1974          | Установлен у подножия сопки Букпа близ Музея истории города.                                          | Скульптор В.Ф. Богатырев, архитекторы В.В. Куйбышев (сын В.В. Куйбышева) и Н.А. Ковальчук. |      | Детские и юношеские годы В.В. Куйбышева прошли в Кокчетаве. Скульптором создан образ молодого В.В. Куйбышева с листовками в руке. Общая высота памятника 8 м (без постамента с 2012 года). На лицевой грани накладными буквами надпись «Валериан Куйбышев».                                                                                        |
| Мемориал Славы воинам, погибшим в годы Великой Отечественной войны, ·                | 1977          | Находится на ул. Б. Момыш-улы, уг. ул. Акана-серэ.                                                    | Скульптор А.П. Билык, архитектор Т.Д. Джанысбеков.                                         |      | Памятник воздвигнут в память 47 Героев Советского Союза, уроженцев Акмолинской области. Представляет собой двух частную архитектурно-пространственную скульптурную композицию, вытянутую по продольной оси. |
| Памятник П.Д. Осипенко                                                               | 1984          | Расположен в центре бульвара (ул. Осипенко, уг. ул. Ауэзова) на зеленой полосе.                       | Скульптор А.Герд, архитекторы А. Никулин и Е. Мокшин.                                      |      | Памятник представляет собой архитектурную композицию из кольца и трех пилонов из оцинкованного железа, символизирующих три самолета. На фасадной стороне в нише портретный барельеф П. Д. Осипенко - молодой женщины в летном шлеме. |

## Современный период
| Название                                                            | Год установки | Местоположение | Авторы (скульпторы; архитекторы)                                       | Фото | Описание |
| ------------------------------------------------------------------- | ------------- | --- | ---------------------------------------------------------------------- | ---- | --- |
| Памятник Биржан-салу, ·                                             | 1991          | Расположен на ул. Акана-серэ, уг. ул. Сатпаева. | Скульптор Т. Досмагамбетов, архитектор А. Кайнарбаев.                  |      | Биржан-сал изображен в драматический момент жизни. Он привязан к стволу дерева, на коленях — сломанная домбра, в левой руке держит гриф. Верно найденные скульптором разворот фигуры, поза, моделировка лица с передачей портретных черт отражают несломленность духа и порыв к свободе. |
| Памятник Акану-серэ, ·                                              | 1991          | Расположен на ул. Акана-серэ, уг. ул. Сатпаева. | Скульптор Т. Досмагамбетов, архитектор А. Кайнарбаев.                  |      | Акан-серэ изображен сидящим, в чапане, тюбетейке и сапогах, с домброй. Скульптор передал состояние сосредоточенности перед рождением новой песни.Фигура выполнена из бронзы. Постамент по конфигурации и пропорциям одинаков с постаментом памятника Биржан-салу. |
| Памятник-бюст М. Габдуллину, ·                                      | 1995          | Установлен во дворе музея М. Габдуллина. | Скульптор К. Сатыболдин.                                               |      | Бронзовый бюст решен в реали стических традициях с передачей портретных черт, на лацкане пиджака - медаль Героя Советского Союза «Золотая Звезда». |
| Памятник-бюст С. Садуакасову, ·                                     | 1994          | Находится перед зданием агротехнического факультета КГУ. | Скульптор М. Бурманганов.                                              |      | Бюст С. Садуакасова установлен на постамент с двухступенчатым основанием, облицованным гранитными плитами. Решен с передачей портретных черт. На лицевой стороне постамента надпись: «Смағұл Сәдуақасов» и даты жизни 1900 - 1933. |
| Памятник Абылай-хану, ·                                             | 1999          | Расположен на центральной площади города (по ул. Абая), в центре бульварного перехода с фонтаном, связывающего площадь с парком, обращен к зданию областного акимата. | Скульптор Ю.Д. Баймукашев, архитектор Т.М. Жумагалиев.                 |      | Композиция памятника - фигура сидящего хана на фоне вертикали символического дерева. Абылай изображен в халате, в высокой шапке с отворотами и с личной ханской печатью на груди. Голова высоко поднята, одна рука уперта в бок, другая - на колене. Возвышающееся «древо жизни» из трех соединенных стволов с расправившим крылья соколом на вершине символизирует единство народа. Памятник, установленный на прямоугольный в плане постамент, и «древо жизни» объединены общим основанием в виде усеченной пирамиды. |
| Памятник-бюст Т.Я. Бигельдинова , ·                                 | 2000          | Установлен в начале Аллеи Героев, ведущей к памятнику Славы (ул. Абая, уг. ул. Б. Момыш- улы).                                                                        | Скульптор Т. Бинашев, архитектор Ш.Е. Уалиханов.                       |      | Т.Я. Бигельдинов изображен в парадной форме, с двумя медалями «Золотая Звезда» Героя Советского Союза на лацкане кителя, в фуражке. На фасадной грани поста мента - текст Указа Верховного Совета СССР о награждении Т. Бигельдинова второй медалью «Золотая Звезда» и сооружении бронзового бюста на родине. |
| Памятник «Благословение матери», ·                                  | 2001          | Установлен на привокзальной площади города (ул. Абая), обращен к вокзалу.                                                                                             | Скульптор Ж.К. Молдабаев, архитекторы Т.М. Жумагалиев, А.Ш. Шаяхметов. |      | Фигура женщины в рост, с поднятыми вверх руками установлена на высокой восьмигранной колонне. От колонны фигура отделена полочкой с орнаментом «кошкар муйиз» (бараний рог). Колонна высотой 9,5 м облицована искусственными плитами, двухступенчатое основание - полированным гранитом. Фигура женщины высотой 4,5 м - из бронзы. |
| Памятник к 10-летию независимости Республики Казахстан              | 2001          | Расположен на аллее (ул. Вавилова), заложенной к этой дате в небольшом сквере.                                                                                        |                                                                        |      | Представляет собой стелу в виде двух одинаковых архитектурных деталей, поставлен ных под углом друг к другу, на которые укреплен диск со шрифтовой композицией из фраз на казахском и русском языках: Здоровье — богатство народа. |
| Памятник-бюст К.И. Сатпаеву, ·                                      | 2001          | Установлен на ул. Сатпаева, уг. ул. Ауельбекова. | Скульптор Т. Жумагалиев, архитектор К. Нарысов.                        |      | Памятник представляет собой бюст, установленный на вы сокий восьмигранный постамент, выполненный из черного полированного лабрадорита. Погрудное изображение решено с передачей портретных черт. На лицевой грани надпись «Академик Қаныш Сәтбаев». |
| Памятник-бюст учёному-просветителю, путешественнику Ч.Ч. Валиханову | 2001          | Расположен на площади перед зданием университета (ул. Абая). |                                                                        |      | Памятник представляет собой бюст на высоком постаменте, облицованном керамическими плитками черного цвета. Погрудное изображение Ш. Уалиханова решено в реалистической манере с передачей портретных черт. На лицевой грани постамента надпись «Ш. Уалиханов» и даты жизни 1835 - 1865. |
| Памятник воинам, погибшим в Афганистане (1979-1989)                 | 2003          | Установлен в сквере, устроенном на угловом участке на перекрестке (ул. б. М. Горького, сейчас пр. Назарбаева).                                                        | Художники Т.А. Нурсеитов, Б.Б. Боканов, архитектор Б.М. Марамов.       |      | Памятник включает округлой формы валун высотой около 5 м с ровно сколотой гранью, служащей фоном для гранитных пилонов. В центре между самыми высокими пилонами установлена стреляная гильза, на ней изображен черный тюльпан - афганский символ скорби. |

### Комментарии
1. ↑  Здесь похоронены: командир Красной Армии А.В. Лобачев, командир Петроградского продотряда И.И. Сусликов, красноармеец Я.Ф. Ковтун и многие другие, всего около 60 человек.